# Бајнхајм
Бајнхајм (фр. Beinheim) насеље је и општина у источној Француској у региону Алзас, у департману Доња Рајна која припада префектури Висембург.
По подацима из 2011. године у општини је живело 1857 становника, а густина насељености је износила 121,93 становника/km². Општина се простире на површини од 15,23 km². Налази се на средњој надморској висини од 115 метара (максималној 121 m, а минималној 111 m).

## Демографија
| 1962. | 1968. | 1975. | 1982. | 1990. | 1999. | 2011. |
| ----- | ----- | ----- | ----- | ----- | ----- | ----- |
| 988   | 1.059 | 1.268 | 1.457 | 1.556 | 1.790 | 1.857 |

График промене броја становника у току последњих година